# Partito Repubblicano (Isole Vergini)
Il Partito Repubblicano delle Isole Vergini americane (in inglese Republican Party of the Virgin Islands) è un partito politico delle Isole Vergini Americane ed è affiliato al Partito Repubblicano a livello nazionale. John Canegata è stato il presidente del partito fino alla Convenzione Nazionale Repubblicana del 2020 in cui il Comitato Nazionale Repubblicano lo ha rimosso dalla carica di presidente per violazione delle regole del partito.
Il partito ha una piccola influenza nelle isole, non essendo competitivo nelle elezioni governative per oltre tre decenni.

## Storia del partito
Fondato nel 1948 come comitato sotto la guida di Roy Gordon, fu il successore del Club Repubblicano delle Isole Vergini fondato da Adolph Achille Gereau nel 1924.
Melvin H. Evans, che fu il primo governatore eletto del territorio, era un repubblicano. In seguito prestò servizio al Congresso.
L'ex governatore Kenneth Mapp era stato un membro repubblicano della legislatura delle Isole Vergini, ma è stato eletto al governatorato territoriale come indipendente. In precedenza luogotenente governatore, è stato candidato repubblicano al Congresso nel 1996.